# 十日町市地域おこし実行委員会
十日町市地域おこし実行委員会（とおかまちしちいきおこしじっこういいんかい）とは、地域おこしを目的に新潟県十日町市に設立された団体である。

## 目的
- 限界集落の存続を目指して都市との交流・協働。

## 沿革
- 1989年（平成元年）- 入山集落が閉村。
- 1995年（平成7年）- 3月、設立。
- 2004年（平成16年）- 10月23日、新潟県中越地震発生。
- 2005年（平成17年）-　5月、特定非営利活動法人JENが支援開始。
- 2010年（平成22年）- 11月26日、池谷・入山の自立式（特定非営利活動法人JENの中越地震復興支援・地域おこし支援より）[1]
- 2011年（平成23年）- 12月27日、NPO法人設立を申請。[2]
- 2012年（平成24年）- 1月6日、平成23年度地域づくり総務大臣表彰（団体表彰）を受賞。[3]
  - 3月5日、特定非営利活動促進法（平成10年法律第7号）第12条第１項の規定により、認証。[4]

## 活動内容
- 農業体験・ボランティア・協働・企業のCSR活動受け入れ。[5][6]

- 中山間地域農業の確立。
- 後継者の受け入れと育成。
- 山林（林業）の維持。

## 事業内容
- アグリツーリズム・エコツーリズム。
- 雪下ろし[7]
- 環境保全・コンサルティング（6次産業化）[8]
- 生産者直売・魚沼コシヒカリ（棚田・山清水米・合鴨農法）・養鶏（烏骨鶏）・炭焼き。

## 事務所
- 〒949-8613　新潟県十日町市中条庚939-2　やまのまなびや（旧池谷分校）
  - 事務局長 多田朋孔[9][10][11]